# Маршал Крылов (корабль измерительного комплекса)
«Маршал Крылов» — корабль измерительного комплекса (КИК), второй корабль проекта 1914.1, входил в состав 35-й бригады кораблей измерительного комплекса (5-й объединённой гидрографической экспедиции (ОГЭ-5) Тихоокеанского флота ВМФ. В настоящее время — в составе 114 бригады ТОФ и является единственным КИК из восьми построенных ранее кораблей, остающимся в строю ВМФ России и способным работать с космическими и межконтинентальными объектами (после постановки в ремонт в 1990 году с последующим выводом из состава флота КИК «Маршал Неделин», «Маршал Крылов» является уникальным для мирового флота).
Корабль предназначен для:
- обеспечения лётно-конструкторских испытаний и отработки новых образцов ракетно-космических комплексов (космических аппаратов, крылатых и баллистических ракет, ракет-носителей, разгонных блоков и др.);
- способствования выводу на орбиту и заступлению на боевое дежурство средств Воздушно-космических сил; поиска, спасения и эвакуации экипажей и спускаемых аппаратов космических объектов, севших на воду;
- обнаружения кораблей, подводных лодок и самолетов;
- ретрансляции всех видов информации, обеспечения связи космонавтов с Центром управления полётами.

Корабль спроектирован под руководством конструктора Д. Г. Соколова в ЦКБ «Балтсудопроект» и построен под заводским номером № 02515 на Ленинградском Адмиралтейском объединении. Заказчиком корабля выступило Главное управление космических средств.

## Конструкция
КИК «Маршал Крылов» построен по слегка изменённому проекту 1914.1 и отличается от кораблей проекта 1914 наличием РЛС «Фрегат», а также следующим поколением корабельных радиотехнических средств. Изменения в проекте коснулись и внутреннего расположения помещений: по результатам госиспытаний КИК «Маршал Неделин», переборки МО дополнительно укрепили и установили шумоизоляцию.
У корабля стальной корпус с 2-х ярусной надстройкой и удлинённым баком, имеет 14 отсеков. Для выполнения задач из северных широт корпус судна получил ледовый пояс по классу Л1. Полное водоизмещение 23,7 тысячи тонн. Длина — 211 метров, ширина — 27,5 метров, осадка — 8 метров скорость до 22 узлов. Корабль способен принять два палубных вертолёта типа Ка-27, для этого на палубе есть оборудованная ночными сигнальными огнями вертолётная площадка, шириной 22 метра и два ангара для их хранения. Также для них есть запас авиатоплива около 105 тонн. Полезная нагрузка корабля 7 тысяч тонн. Запасы дизельного топлива составляют 5300 тонн, воды более 1000 тонн, из них питьевой более 400 тонн. Автономность плаванья составляет до 3-х месяцев.
Экипаж корабля — 339 человек, с учётом авиагруппы. В измерительном комплексе служат 104 человека, в их числе, 28 офицеров и 46 мичманов.

### Бытовые условия
Каюты четырёхместные (для военнослужащих по контракту) и двухместные (для мичманов), каждая каюта оборудована умывальником. Для досуга экипажа оборудованы тренажёрный и спортивный залы, настольный теннис и бильярд. Есть концертный зал на 130 человек, где показывают фильмы, устраивают концерты, проводят инструктажи. Офицерская столовая и большая кают-компания.

### Силовая установка
Два дизель-гидрозубчатых агрегата (ДГЗА) состоящий каждый из двух дизелей 68Е и вспомогательного котла КАВВ-10/1 с производительностью 10 т/ч. Электроснабжение обеспечивают восемь дизель-генераторов 6Д40 суммарной мощностью 12 000 кВт трёхфазного переменного тока и напряжением 380 В. Два винта с регулируемым шагом, размером 5 × 2,5 м, весом 15 т, две движительно-рулевые выдвижные колонки с диаметром винта 1,5 метра и два устройства подруливания с диаметром винта 1,5 метра. При движении экономическим ходом расход топлива составляет около 60 тонн в сутки, масла — около 1 тонны.

### Вооружение
На корабле установлена ТКБ-12 с боезапасом 120 осветительных выстрелов «Свет» и предусмотрена возможность установки 6-ти АК-630, двух в носовой части и четырёх с кормы — СУО МР-123 «Вымпел».

### Комплексы и системы корабля
- «Андромеда» — комплекс навигации
- РЛС «Фрегат» — трёхкоординатная радиолокационная станция корабельного базирования
- НРЛС «Волга» — морская круговая радиолокационная станция дальнего обнаружения, работающая в метровом диапазоне волн
- НРЛС «Вайгач» — два комплекса
- МГК-335 «Платина» — гидроакустический комплекс
- ОГАС МГ-349 «Уж» — гидроакустическая система, опускаемая на стопе
- МГ-7 «Браслет» — два комплекса станции обнаружения подводных пловцов
- «Шторм» — двухсторонний спутниковый комплекс связи
- «Аврора» — аппаратура космической связи для обеспечения телефонной связи с ЦУП и космонавтами на орбите
- «Зефир-Т» — комплекс для работы с антеннами и объектами
- «Зефир-А» — комплекс измерения и вычислений, основное преимущество — используемые алгоритмы обработки информации
- «Дятел» — станция фоторегистрации, работающая как обычный глаз человека — не имеет аналогов в мире
- «Куница» — пеленгатор-радиометр последнего шанса сбора информации о контролируемом объекте
- «Медблок» — комплекс, состоящий из операционной, рентгеновского кабинета, стоматологического кабинета, процедурной и 2-х кают для космонавтов
- «Пассат» — система кондиционирования воздуха (26 установок)
- Корабль оснащён рефрижераторными и опреснительными установками (пять опреснительных установок общей производительностью 70 т/сут)

Корабль имеет штатную структуру, соответствующую корабельному уставу ВМФ РФ, но, кроме обычных боевых частей и служб, имеет подразделение под обозначением «Измерительный комплекс».
Структурно измерительный комплекс «Маршала Крылова» разбит на три дивизиона, которые занимаются измерениями: дивизион траекторных измерений (скорость и координаты цели в определённой системе координат), телеметрических (передача по радиоканалу данных о состоянии объекта во время полёта: температура, вибрация и т. д.) и вычислительной техники (дивизион обрабатывает полученные данные).

## История
КИК «Маршал Крылов» назван в честь дважды Героя Советского Союза Маршала Советского Союза Николая Ивановича Крылова.
Постановлением Совета Министров СССР от 22 июля 1982 года, на ленинградском Адмиралтейском объединении был заложен корпус. Спущен на воду 24 июля 1987 года; «крёстной матерью» корабля стала внучка Николая Крылова — Марина Крылова, разбившая традиционную бутылку шампанского о форштевень во время торжественной церемонии спуска корабля на воду. С тех пор пробка от бутылки хранится в музее «Маршала Крылова» в качестве амулета, охраняющего корабль от беды. Достройка и доводка продолжалась на плаву два года. 9 июля 1989 года на корабль прибыл его экипаж под командованием командира корабля капитана 2-го ранга Юрия Михайловича Пирняка и начальника измерительного комплекса капитана 3-го ранга Анатолия Григорьевича Побережного. «Маршал Крылов» вошёл в строй 30 декабря 1989 года. 23 февраля 1990 года поднят Военно-морской флаг СССР.
При переходе на Тихоокеанский флот корабль пошёл через Суэцкий канал, а не по Северному морскому пути, как другие корабли этого соединения при аналогичном переходе. 9 июля 1990 года в 20:20 местного времени «Маршал Крылов» прибыл в пункт постоянного базирования город Петропавловск-Камчатский-50 и отдал якорь в бухте Крашенинникова.
В 1992 году «Маршал Крылов» исполнил ключевую роль в космической миссии «Европа-Америка-500». В районе Сиэтла во время 7-бального шторма космическая капсула «Ресурс-500» была благополучно обнаружена, поднята на борт и перевезена в Сиэтл, где с тех пор она и хранится в «Музее авиации».
В 2004 году «Маршал Крылов» занимался контролем параметров полёта боевых блоков при пуске на предельную дальность МБР «Тополь».
24 апреля 2010 года на борту крейсера «Аврора» состоялось торжественное мероприятие в честь 20-летия КИК «Маршал Крылов». На мероприятии присутствовали ветераны, строители корабля и члены первых экипажей экспедиции. От имени Союза ветеранов была вручена медаль "20 лет КИК «Маршал Крылов» главному строителю двух кораблей проекта 1914 Валентину Анатольевичу Таланову, заместителю главного конструктора «Балтсудопроекта» Юрию Ивановичу Рязанцеву и Вадиму Евгеньевичу Шардину.
В 2011 году с корабля осуществлялся контроль за прибытием боевых блоков в заданную точку межконтинентальной баллистической ракеты «Булава». Испытательный пуск произведён с борта АПЛ «Юрий Долгорукий» на максимальную дальность полёта по прицельной точке в акватории Тихого океана.
В конце 2012 года «Маршал Крылов» закончил плановый доковый ремонт во Владивостоке и вышел в море для выполнения задач по прямому предназначению. 1 ноября 2012 года «Маршал Крылов» вернулся в пункт постоянного базирования после выполнения задач по предназначению. За две недели в Тихом океане пройдено около двух тысяч миль, в ходе плавания корабль осуществлял запись телеметрической информации пусков баллистических и крылатых ракет атомными подводными лодками ТОФ и выполнения боевых стрельб ударной группой малых ракетных кораблей войск и сил на Северо-востоке России.
В 2013 году экипаж КИК «Маршал Крылов» на Камчатке принимал участников похода Памяти, посвящённого Дню Победы, 282-й годовщине образования ТОФ и 200-летию со дня рождения адмирала Геннадия Ивановича Невельского. Командир корабля капитан 1-го ранга запаса Игорь Шалына познакомил делегацию с уникальным кораблём, рассказал о запланированном ремонте космического комплекса. Ветераны—участники похода Памяти передали подарок от Владивостокского морского собрания, коллективным членом которого корабль является уже много лет..

### Ремонт и модернизация
8 октября 2014 года «Маршал Крылов» вышел из Петропавловска-Камчатского во Владивосток для глубокой модернизации; на «Дальзавод» корабль прибыл 17 октября. Предполагалось, что ремонт с модернизацией позволит кораблю продлить не только срок службы, но и ещё интенсивнее применять его в целях обеспечения военной и космической деятельности страны, а модернизация систем корабля также позволит использовать КИК «Маршал Крылов» в интересах космодрома «Восточный».
В июне 2016 года по плану модернизации, для дальнейшей замены, с корабля был демонтирован радиопрозрачный сферический кожух.
Осенью 2018 года ремонт и модернизация завершены. Тогда же корабль прошёл ходовые испытания после модернизации.

### Корабль управления
Корабль передан в состав Приморской флотилии разнородных сил и перебазирован во Владивосток, используется как корабль управления. В ноябре 2024 года «Маршал Крылов» провёл учения по организации обороны корабля во время стоянке на незащищённом рейде.

## Командиры
- капитан 1-го ранга Пирняк Юрий Михайлович (21.04.1988-18.08.1992)
- капитан 1-го ранга Шардин Вадим Евгеньевич (18.08.1992-27.03.1999)
- капитан 1-го ранга Овсов Игорь Евгеньевич (27.03.1999-06.2007)
- капитан 1-го ранга Шалына Игорь Евгеньевич (06.2007-08.2013)
- капитан 2-го ранга Кулик Борис Александрович (08.2013-06.2019)
- капитан 2-го ранга Немиров Александр Александрович (с 06.2019-06.2021)
- капитан 2-го ранга Блинов Дмитрий Александрович (с 06.2021)